# Amesia babianifolia
Amesia babianifolia là một loài thực vật có hoa trong họ Lan. Loài này được (Roxb.) A. Nelson & J.F. Macbr. mô tả khoa học đầu tiên năm 1913.